# Frínic (actor)
Frínic (en llatí Phrynicus, en grec Φρύνιχος) va ser un actor tràgic grec fill de Corocles.
Encara que ha estat confós amb Frínic, el poeta tràgic (per exemple per Suides) són persones deferents, ja que ambdós són esmentats per un escoliasta d'Aristòfanes (on es mencionen Frínic, el poeta tràgic, Frínic el poeta còmic, Frínic l'actor tràgic i Frínic el general). El menciona també Andòcides.